# More Than Fire
More Than Fire (cu sensul de Mai mult decât un foc, 1993) este un roman științifico-fantastic al scriitorului american Philip José Farmer. Este al șaselea roman din seria de romane World of Tiers (1965–93).

## Cadru
Romanul și seria au loc într-o serie de universuri construite artificial, create și conduse de ființe decadente (numite "Lorzi") care sunt identice din punct de vedere genetic cu oamenii, dar se consideră superioare, acestea au moștenit o tehnologie avansată pe care nu o mai înțeleg. Această tehnologie permite "Lorzilor"  (sau "Thoans" așa cum i-a denumit Farmer în introducerea sa pentru un joc video RPG) să creeze forme noi de viață și, de asemenea, să prevină îmbătrânirea sau boala, făcându-i efectiv nemuritori. Tehnologia lor le permite, de asemenea, să creeze mici universuri artificiale (ca de exemplu universul buzunar), planete și stele în aceste universuri și să modifice legile fizicii (de exemplu, schimbarea comportamentului gravitației) pentru a crea fenomene neobișnuite sau interesante în aceste universuri. Călătoria instantanee în interiorul și/sau între aceste universuri este realizată prin utilizarea porților care par să funcționeze ca dispozitive de teleportare sau ca mijloc de a crea găuri de vierme între diferitele regiuni ale spațiului.

## Legături externe
- en  Istoria publicării lucrării More Than Fire la Internet Speculative Fiction Database

## Vezi și
- 1993 în literatură
- Realitatea simulată în ficțiune